# Kraemeriidae
A Kraemeriidae  a sugarasúszójú halak (Actinopterygii) osztályához és a sügéralakúak (Perciformes) rendjéhez tartozó család.

## Rendszerezés
A családba az alábbi nemek és fajok tartoznak:
- Gobitrichinotus
  - Gobitrichinotus arnoulti
  - Gobitrichinotus radiocularis
- Kraemeria
  - Kraemeria bryani
  - Kraemeria cunicularia
  - Kraemeria galatheaensis
  - Kraemeria merensis
  - Kraemeria nuda
  - Kraemeria samoensis
  - Kraemeria tongaensis